# Avenida Andrade Corvo
L'avenue Andrade Corvo (en portugais : Avenida Andrade Corvo) est une rue du quartier de Plateau à Praia au Cap-Vert.

## Présentation
L'avenue Andrade Corvo a été nommée en l'honneur de l'homme politique portugais du XIXe siècle João de Andrade Corvo (pt). 
L'avenue s'étend du sud au nord dans la partie orientale du Plateau, parallèlement à la Rua Serpa Pinto. 
Son extrémité nord est formée par la Praça Luís de Camões.

## Bâtiments de l’avenue
Les bâtiments remarquables de l’avenue:
- Quartel Jaime Mota
- Palais présidentiel de Praia[2]
- Pro-cathédrale Notre-Dame-de-Grâce de Praia[3]
- Palais de Justice[4]
- Maison Cor-de-rosa

## Galerie

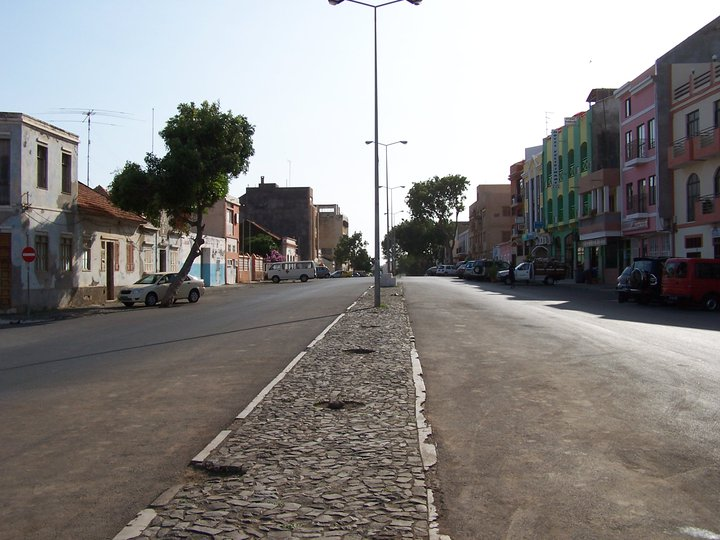
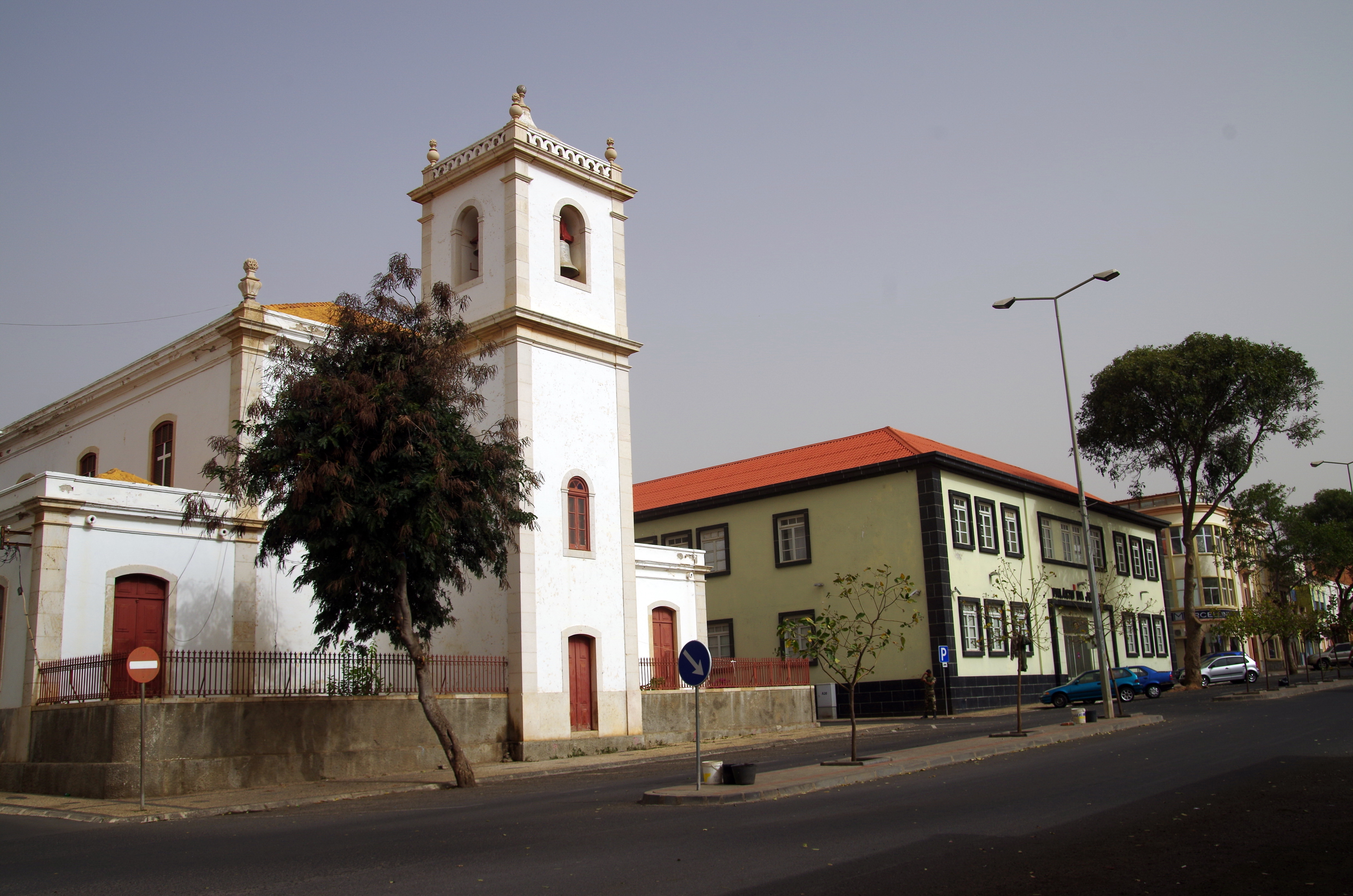
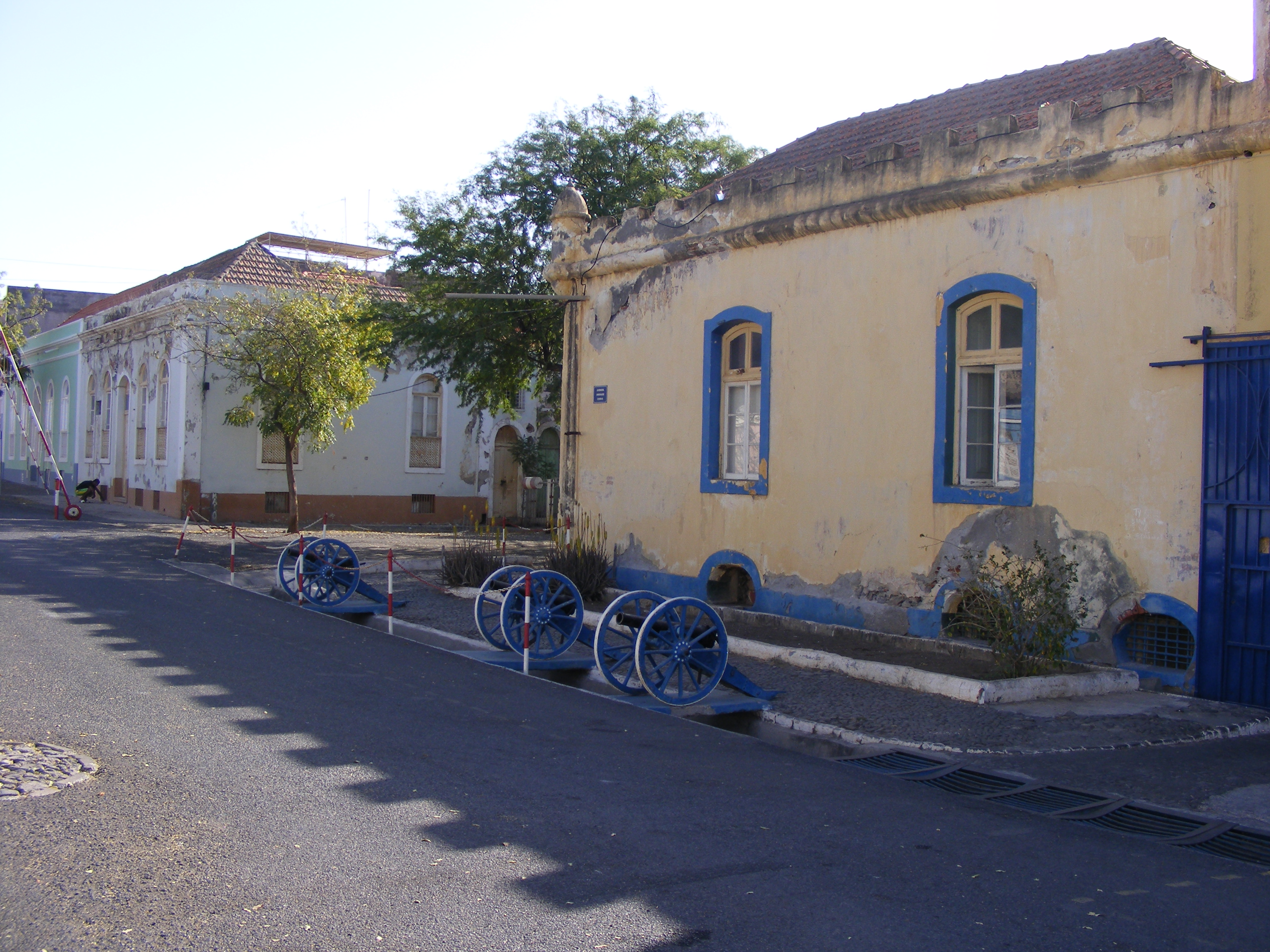